# Candiac

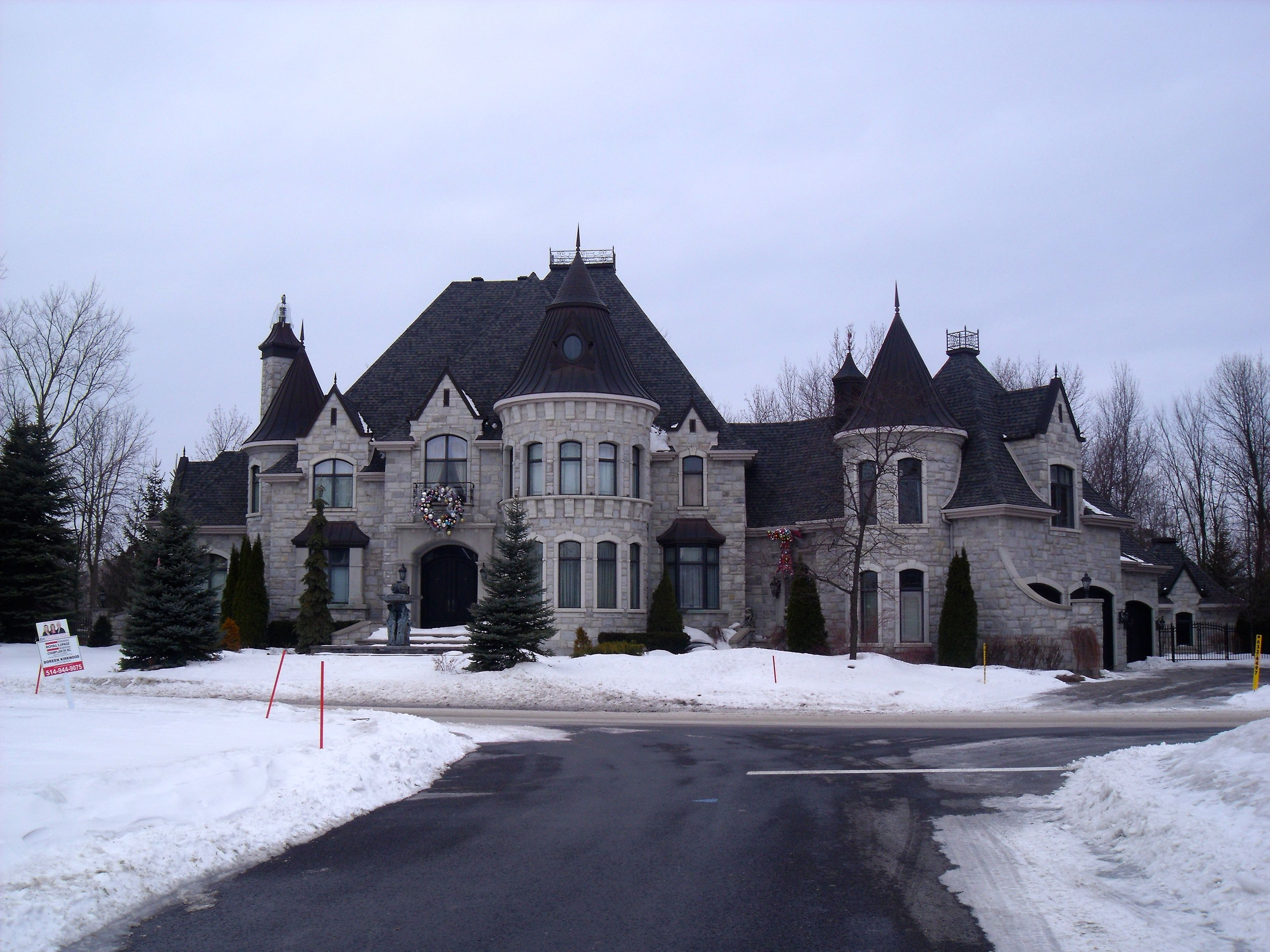
Résidence cossue du Golf de Candiac, accès par le boulevard Montcalm, nommé en l'honneur du Marquis de Montcalm

Candiac est une ville canadienne du Québec située dans la MRC de Roussillon, dans la région de la Montérégie. Elle compte en 2023 environ 23 698 habitants. La municipalité est située sur la Rive-Sud de Montréal, entre celles de La Prairie et de Delson. La ville de Candiac compte près de 17 000 arbres matures, d'où son slogan « Ma ville sous les arbres ».

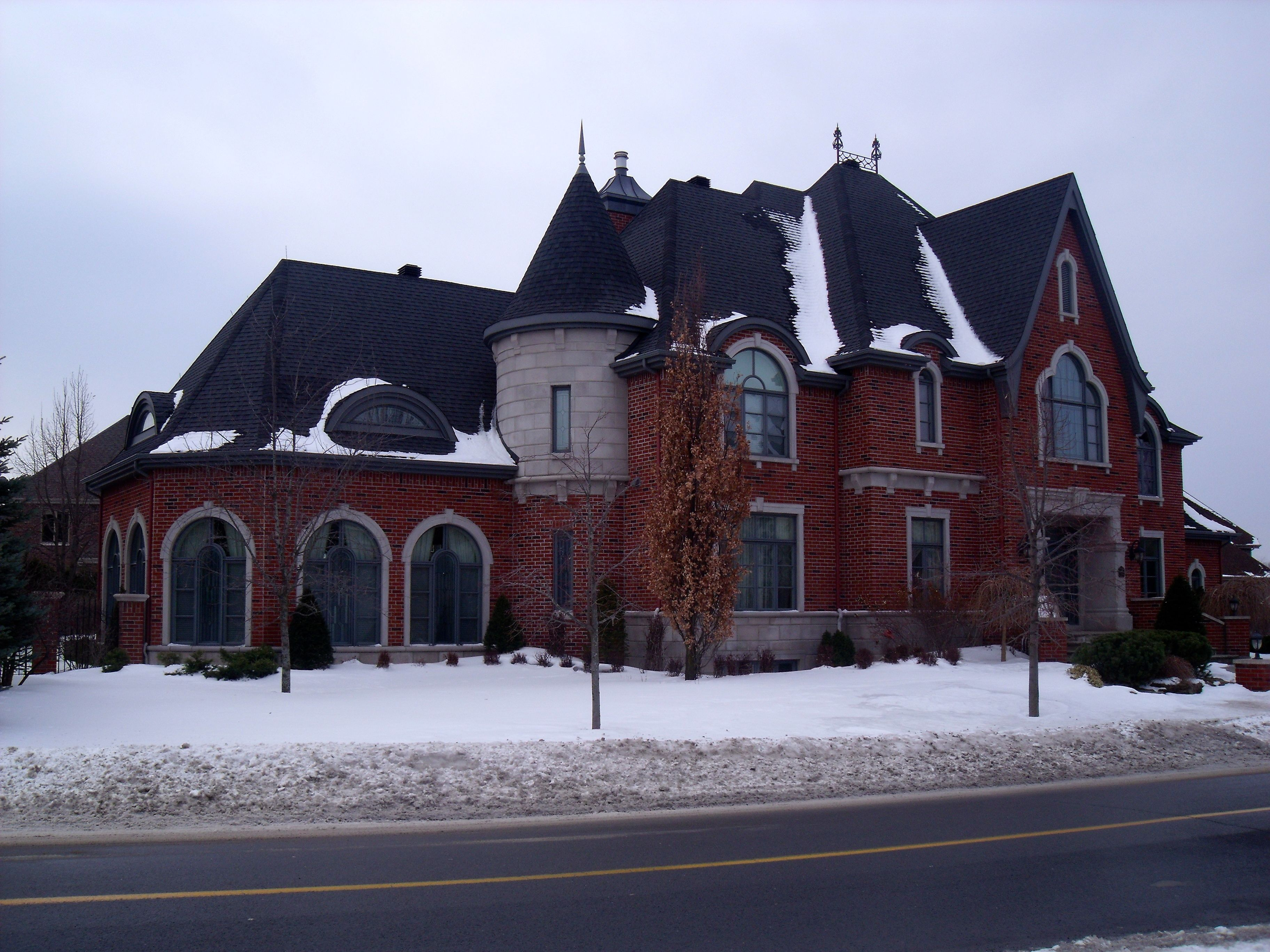
Manoir Colina, rue D'Édimbourg, Candiac, secteur du golf

## Toponymie
Les Candiacois doivent le nom de leur ville au domaine de Candiac du château de Candiac situé à Vestric-et-Candiac dans le département du Gard, région Occitanie, en France. Cet endroit fut le lieu de naissance du marquis de Montcalm (1712-1759), célèbre militaire et général français qui mourut en tentant de sauver Québec lors de la bataille des Plaines d'Abraham en 1759.

## Histoire
La ville de Candiac est fondée en 1957 sur une superficie de 10 km2 à même le territoire des municipalités limitrophes tel que Saint-Philippe, La Prairie, Delson et Saint-Constant. Selon les plans d'urbanisation initiaux, les autorités espéraient accueillir 50 000 habitants et comptaient projeter la création d'un parc industriel d'environ 1,5 million de mètres carrés. La prévision industrielle s'est réalisée dans son ensemble, mais les attentes au niveau résidentiel ont été six fois moindres que celles attendues.
Jean Leman et ses collaborateurs ont choisi le nom de Candiac pour cette nouvelle ville en souvenir du marquis de Montcalm, Louis-Joseph de Saint-Véran.
Le prix Domus a été décerné à la ville de Candiac en 1998 pour l'ensemble de ses projets domiciliaires.
En septembre 2024, Candiac devient la première ville du continent américain à se doter d'une traverse piétonnière intelligente. La technologie a été développée en Europe par l'entreprise française Colas.

## Géographie

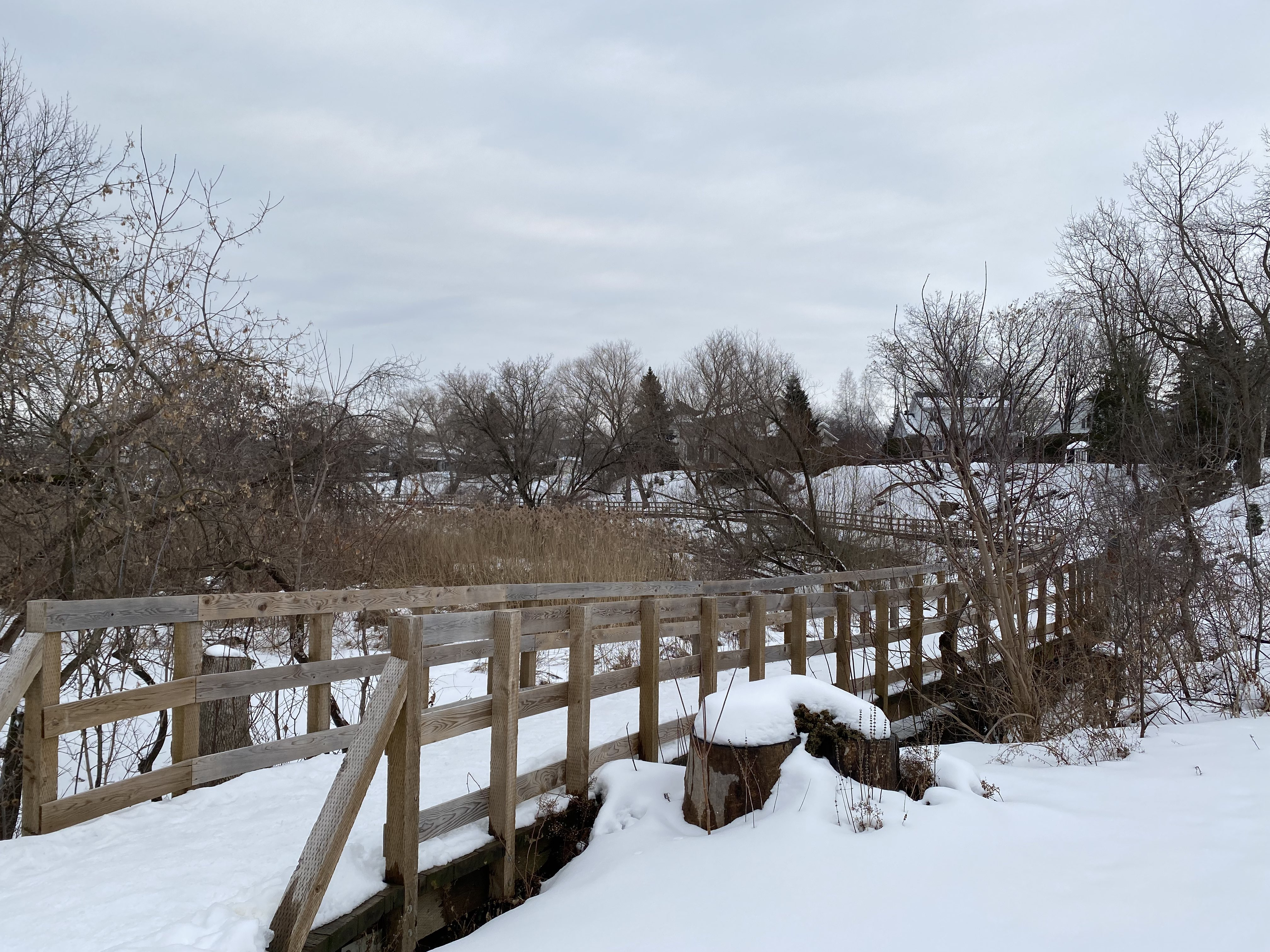
Sentier de la Rivière-de-la-Tortue

L'autoroute 15 en délimite le sud-ouest puis en traverse le centre et en délimite le nord-ouest.
L'autoroute 30 en traverse le sud puis en délimite le nord-est.

### Hydrographie
Candiac est bordé par le fleuve Saint-Laurent au nord et la rivière de la Tortue en délimite le nord-ouest en coulant vers le nord jusqu'à sa confluence avec le fleuve.

## Démographie
La ville de Candiac s'est rapidement développée. La population passe de 5 500 personnes en 1972 à 11 000 habitants en 1992. 50 ans après sa création, la ville compte environ 18 000 résidents au début du XXIe siècle.
| 1991   | 1996   | 2001   | 2006   | 2011   | 2016   | 2021   |
| ------ | ------ | ------ | ------ | ------ | ------ | ------ |
| 10 765 | 11 805 | 12 675 | 15 947 | 19 876 | 21 047 | 22 997 |

## Administration
Les élections municipales se font en bloc et suivant un découpage de huit districts.
| Candiac Maires depuis 2001                                                                                           |                |                                  |          |
| Élection | Maire          | Qualité                          | Résultat |
| 2001 | André J. Côté  | Maire depuis 1993                | Voir     |
| 2005 | André J. Côté  | Maire depuis 1993                | Voir     |
| 2009 | André J. Côté  | Maire depuis 1993                | Voir     |
| 2011 | Normand Dyotte | Conseiller municipal (2005-2011) | Voir     |
| 2013 | Normand Dyotte | Conseiller municipal (2005-2011) | Voir     |
| 2017 | Normand Dyotte | Conseiller municipal (2005-2011) | Voir     |
| 2021 | Normand Dyotte | Conseiller municipal (2005-2011) | Voir     |
| Élection partielle en italique Depuis 2005, les élections sont simultanées dans toutes les municipalités québécoises |                |                                  |          |